# Трой (тауншип, округ Пайпстон, Миннесота)
Трой (англ. Troy) — тауншип в округе Пайпстон, Миннесота, США. На 2000 год его население составило 318 человек.

## География
По данным Бюро переписи населения США площадь тауншипа составляет 113,0 км², из которых 113,0 км² занимает суша, водоёмов нет.

## Демография
По данным переписи населения 2000 года здесь находились 318 человек, 110 домохозяйств и 94 семьи.  Плотность населения —  2,8 чел./км².  На территории тауншипа расположено 114 построек со средней плотностью 1,0 построек на один квадратный километр. Расовый состав населения: 100,00 % белых.
Из 110 домохозяйств в 41,8 % воспитывались дети до 18 лет, в 77,3 % проживали супружеские пары, в 6,4 % проживали незамужние женщины и в 14,5 % домохозяйств проживали несемейные люди. 11,8 % домохозяйств состояли из одного человека, при том 4,5 % из — одиноких пожилых людей старше 65 лет. Средний размер домохозяйства — 2,89, а семьи — 3,16 человека.
31,8 % населения — младше 18 лет, 6,9 % — в возрасте от 18 до 24 лет, 25,2 % — от 25 до 44, 23,9 % — от 45 до 64, и 12,3 % — старше 65 лет. Средний возраст — 38 лет. На каждые 100 женщин приходилось 107,8 мужчин.  На каждые 100 женщин старше 18 приходилось 110,7 мужчин.
Средний годовой доход домохозяйства составлял 35 357 долларов, а средний годовой доход семьи —  36 429 долларов. Средний доход мужчин —  21 667  долларов, в то время как у женщин — 19 375. Доход на душу населения составил 16 518 долларов. За чертой бедности находились 10,9 % семей и 13,4 % всего населения тауншипа, из которых 21,4 % младше 18 и 12,9 % старше 65 лет.